# 星のカービィ64
『星のカービィ64』（ほしのカービィろくよん）は、ハル研究所が開発し、任天堂から2000年3月24日に発売されたNINTENDO 64用ソフトである。冒険アクションゲームの星のカービィシリーズの第6作目。販売本数は約107万本。アメリカでは同年6月26日、ヨーロッパでは2001年6月22日発売。また2008年4月15日には、Wiiのバーチャルコンソールで配信され、2015年8月19日には、Wii Uのバーチャルコンソールでも配信された。なお、星のカービィシリーズでは唯一のNINTENDO 64用ソフトでもある。

## 概要
世界観、ゲーム進行は、前作『星のカービィ3』を引き継ぐが、シリーズ初の3D作品となり、画質は大幅に向上した。3D（画面奥にいる敵も多い）ではあるが、従来のような横スクロール式のアクションゲームである。
「コピー能力ミックス」という、2種類のコピー能力を混ぜる新要素が加わった。基本能力の数7種類とミックスの組み合わせ49種類の合計、56種類の能力を使うことができる。
敵を肩車（リフトアップ）できる。この時一部の敵キャラを担ぐと、急上昇や滑空できるようになったり敵のモーションで攻撃することができる。リフトアップした物は、横もしくは上方向に投げる事もでき、再度頬張ることもできる。カービィがコピー能力を有している場合は、従来の能力解除の要領でコピー能力を有した色付きの星をリフトアップする。コピー能力ミックスは、このリフトアップでも作ることができる（後述）。
カービィの基本アクションも、ゆっくりだが吸い込みをしたまま移動できたり、ホバリングを続けられる時間が制限されたり、水中でも吸い込み（敵をほおばったまま泳ぐこともできる）・全コピー能力の使用ができる・吸い込んだものを吐き出す際、単体で吸い込んだものが星型弾にならずにそのまま出てくるようになったりなどの変更点が見られる。
本作では、画面下部に表示されるパネルが5種類あり、オプションで切り替える事が可能。
2012年7月19日に発売されたWii用ゲームソフト『星のカービィ 20周年スペシャルコレクション』に収録された。また、2022年5月20日には『NINTENDO 64 Nintendo Classics』の収録ソフトの一つとして配信がされた。

## ストーリー
妖精たちの住む星「リップルスター」に突然不気味な黒い雲が現れた。その雲は星の宝物である「クリスタル」を狙ってやってきたのであった。リップルスターの女王は妖精の一人であるリボンにクリスタルを託して宇宙へ逃がす。ところが、黒い雲はリボンを追いかけてきて体当たり。クリスタルは砕け散って、星々に降り注がれた。
ポップスターでカービィが星空を見上げていると、空からリボンが落ちてきた。困っているリボンから話を聞いたカービィは、クリスタルを探すために新たな冒険へと旅立つのであった。

## ステージ構成
レベル1 - 6と、最終エリアのファイナルスターで構成されている。ファイナルスターを除く各レベルには、3 - 4つのステージと、最後にボスステージがある。
各ステージにはクリスタルが3つずつ散らばっており、ある組み合わせのコピー能力やテクニックがないと取れないものや、分かりづらい所に隠されているものが多い。クリスタルを取得すると以降は同じ位置に青い星のかけら（10個分）が配置される。
ステージによっては途中に「ルームガーダー」と呼ばれる中ボスのいる部屋があり、倒さないと先へ進めない。ルームガーダーは、通常の敵が巨大化したもの（通常サイズの敵の名前に「デカ」が頭につく）や、通常の敵が集団で出現するものがある。ルームガーダーの部屋が複数あるステージもある。ルームガーダーは従来シリーズの中ボスと異なり、ルームガーダー自身はカービィが吸い込んで反撃できる物体を出さず、ルームガーダーを倒すまではザコ敵が無限に出現する・同一の中ボスが複数ステージに登場することはない・倒したルームガーダーはその場で爆発してしまうため、コピーすることが出来ないという特徴がある。
ボスステージをクリアすると、初回は必ずクリスタル1つが手に入る。2回目以降はダメージを受けている場合はマキシムトマト、体力が満タンの場合は1UPが手に入る。
ボスステージを除く各ステージクリア後にはゴールゲーム（後述）が設置されており、体力回復アイテムや1UP、星のかけら、そして敵キャラクターの載ったカードを取る事が出来る（どのカードかはランダム。すでに取ったカードを再び取ってしまうこともあり、その場合、カービィがカードを見てしょんぼりする動作が入る）。

## ゴールゲーム
前作と同様、幅跳びの要領で着地した場所のアイテムを貰える。ただし今回はビニールシートの上一面にアイテムが置かれており、最初にカービィの跳ぶ方向を決めなければならない。その後の操作は前作と同様である（伸びた時は手前に、しゃがんだ時は遠くへ跳ぶ）。

## ミニゲーム
ぼすぶっち以外のミニゲームの共通点
全てのミニゲームが最初から選択が可能。使用キャラクターはカービィ・ワドルディ・アドレーヌ・デデデ大王の中から選択する（リアクション程度が違うだけで、キャラクターによる大きな性能の違いはない）。最大4人まで参加でき、4人に満たないぶんはコンピューターが担当する。
「けんけんレース」と「おちおちファイト」で表示されるタイムは、0:29:84→0:29:87→0:30:00→0:30:03→…のように推移する。1フレーム=約0.033秒（1/30秒）間隔で計時しているものを、0.03（3/100）として表示している。故に、実時間とゲーム内の数値には差異が生じる。
難易度は最初は「よわい」しか選べず、「よわい」で1位になることで、「ふつう」が選択可能になる（「つよい」は「ふつう」で1位。「めちゃつよ」は「つよい」で1位になる必要がある。）。なお、COMがいない時は「よわい」が「1ステージ」、「ふつう」が「2ステージ」、「つよい」が「3ステージ」、「めちゃつよ」が「4ステージ」と記載される。
けんけんレース
地面に描かれた円を跳び、様々な障害物をよけながら競走する。難易度が上がると障害物も増える。Aボタンで2マス、Bボタンで1マス跳ぶ。難易度「めちゃつよ」のみ舞台が池となっており、浮かんでいる石を渡っていく。一番速くゴールした人の勝利。なお、障害物は以下の通り。
なお、このミニゲームのBGMは星のカービィ スーパーデラックスの「激突! グルメレース」のBGM（第1・3コース）をアレンジしたものである。
- 水たまり - 難易度「よわい」から登場。落ちると跳んだ場所に戻されて再スタートする。なお、これに入ったときの効果音はキャラクターによって違う。
- カエル - 難易度「よわい」から登場。プレイヤーのゴール方向に1マスずつ跳ねて移動している（水たまりに入ると消える）。踏むと転んでしまい、その場から再スタートする。順位が1位の時にのみ出現する。
- バナナの皮 - 難易度「ふつう」から登場。踏んだ時の効果はカエルと同じ。
- 落とし穴 - 難易度「つよい」のみ登場。落ちた時の効果は水たまりと同じ。
- ギョッパー - 難易度「めちゃつよ」のみ登場。踏んだ時の効果はカエルやバナナの皮と同じ。
- 蓮の葉 - 難易度「めちゃつよ」のみ登場。沈んでしまうので乗る事はできない。落ちた時の効果は水たまりや落とし穴と同じ。
- 亀の甲羅 - 難易度「めちゃつよ」のみ登場。常に浮き沈みを繰り返している（効果は浮いている時は石と同じで、沈んでいる時は水たまりや落とし穴と同じ）。場所によっては足場にしなければならない。

とるとるバトル
上から落ちてくる木の実を集める。キャラクターは並列に並んでおり、十字キー+Aで、他キャラと場所を入れ替えられる。ただし導火線の付いた爆弾木の実（難易度「ふつう」から登場）を取ったり、落下後の爆風に触れると、持っていた木の実をすべて失う。難易度「めちゃつよ」のみ舞台が雲の上となり、虹から落ちてくる宝石を集める。ゲーム終了前には木の実が一斉に落ちてくる（この時に爆弾は落ちてこない）。ゲーム終了（木の実がすべて落ちきった）時点で、獲得数が最も多い人の勝利。
おちおちファイト
8×8マスの足場の上で、手に持ったステッキを使って直線状に衝撃波を発射し、足場ごと相手を落とすゲーム。5回落ちたらリタイア。1人リタイアするごとに周囲の足場が一回りずつ落ちて狭くなる（残り3人…6×6、残り2人…4×4）。難易度「めちゃつよ」のみ、舞台がポップスター上空の宇宙になる。最後まで生き残った人の勝利（最後の二人がともに落ちてリタイアした場合は後に落ちた側が勝利）。
ぼすぶっち
ストーリーで02を倒すと遊べるようになる。前作にもあったボスとの連戦。この作品のみコピー能力のある敵を飲み込んでもコピーできない（「アイススパーク」による体力回復をできなくするためと考えられる）。ただしコピー能力ミックスの星を作ることは可能なため、一部のボス戦では貫通弾の作成が容易である。なおノーダメージでクリアすると特殊な映像が見られる。

## 登場キャラクター
カービィ
声 - 大本眞基子
本作の主人公。リップルスターのクリスタルを元に戻す為、旅に出る。本作からボイス付きになった。
リボン
リップルスターから来た妖精。星々に飛び散ったクリスタルを集めて元に戻す為、カービィと一緒に旅をするが、クリスタルをGETした時とムービーを除けば、真のラストボスである02（ゼロツー）戦でしか一緒に行動することはない。
ワドルディ
今までは敵キャラとして様々な作品に登場してきたが、今回はカービィと一緒にクリスタルを元に戻す為仲間になった。憑依され、敵になった時は共演仲間のワドルドゥの姿になった。公式サイトによると喋れないらしいが一人称は「ぼく」。コース中でリフトやトロッコなどの乗り物を用意して、持ち前の器用さでカービィをサポートする。また彼以外のワドルディは登場しない。
ステージクリア後のピクニックではおにぎりを食べている。
アドレーヌ
絵描きの修行をする為、ポップスターにやってきた女の子。彼女もクリスタルを元に戻すため、一緒に旅に出る。クリスタルのかけらを見つけるヒントをくれたり、アイテムをくれる（この時、カービィの体力が満タンなら1UP、それ以外ならマキシムトマトをくれる。エリアによっては無敵キャンディーをくれる）。『星のカービィ3』のレベル4のボスとして登場したアドと同一人物かは不明だが、憑依され敵になった時の動きや出す敵など共通点は多い。
ピクニックではサンドウィッチを食べている。
デデデ大王
声 - 桜井政博
元々カービィをライバル視しているが、今回は憑依され正気に戻った後仲間になる。ステージの中盤などに現れ、岩を砕くなど色々助けてくれる。特定の場所ではデデデ大王を操作して進む。Aボタンでジャンプ、Bボタンでハンマー攻撃。Bボタンを押し続ける事でより強力なハンマー攻撃ができ、硬い岩も一撃で壊せるが、その反面敵の攻撃の当たり判定がカービィ単体の時と比較して約2倍になる上、他の作品に登場するようなフグ飛行（ホバリング）や吸いこみは出来ない為に穴に落ちたら助からないなど、デメリットも多い。
今回、3D制作な為か彼の特徴ともいえる厚いクチビルが小さくクチバシのようになっており、その他若干体型が変化した為、カービィシリーズの中で一番ペンギンにそっくりな姿となっている。
ピクニックでは肉を食べている。

## コピー能力
今回の能力は、無敵時間のある攻撃でも無敵キャラやボス、及び一部の敵の攻撃を貫通することはできず、ヒット後に動作が強制的に中断されてしまう仕様となっている。特定の能力で壊せるブロックは、それぞれの能力星の色と対応している（地形と同化しているなどの例外もあり。単体の場合、その能力を含むミックスでも破壊できる。ミックスの場合、2色のチェックか縞々模様のブロックになっている）。

## ボス

### ルームガーダー
ほとんどのものは通常サイズの敵と同じ攻撃をしてくる。（）内は登場するザコキャラ。
デカエヌゼット（エヌゼット）
1-1で登場。特に何もしてこない。
デカバウンシー（バウンシー）
1-2で登場。その場で跳ねているだけ（攻撃を故意によけようとすることもない）で、通常のバウンシーを召喚するのみ。ただしバネの部分には攻撃が効かない。
デカサボン（サボン2体）
2-1で登場。デカバウンシーと同様、その場で跳ねているだけだが、斜面があるのでストーンだと入り口まで転がり落ちてしまうことがある。
デカテイル（テイル2体）
2-3で登場。特に何もしてこない。唯一対戦を回避できるルームガーダーだが、クリスタルは取れなくなる。
デカラミ（ラミ2体）
2-4で登場。たまに電気の弾を撃ってくる。
デカチック（チック2体）
3-1で登場。特に何もしてこないが、下の足場にいる通常のチックが攻撃を仕掛けてくる。
デカカニイ（カニイ2体）
3-2で登場。左右に往復しながらハサミで攻撃してくる。
デカカパー（ラッカ2体）
3-3で登場。たまに頭の皿を投げてくる。
デカギョドン（グランク4体）
3-4で登場。フィールドを左回りに泳いでいるだけだが、右回りの水流が発生している。
デカガルボ（ヤリコ2体）
4-1で登場。たまに炎を吐いてくる。
ドロップの巣
4-2で登場。大量のドロップが24匹現れる。
デカチリー（シャーベス2体）
5-1で登場。その場から動かず、一定間隔で吹雪攻撃をしてくる。
デカモプー（プロペラー3体）
5-2で登場。フィールドを縦・横・斜めに移動して体当たりをしてくる。
デカミノ（ボウ2体）
5-3で登場。天井から出たり隠れたりを繰り返す。
デカバーニス（マグー2体）
5-4で登場。左右に往復しながら炎の玉を落としてくる。
デカノコギ（ブロントバート）
6-1で登場。地面から出たり隠れたりを繰り返す。
敵の集団
6-3で登場。5つに分かれており、それぞれ通常のザコ敵が出現する（1〜3つ目までは同時に2体、4・5つ目では同時に3体出現する）。各部屋ごとに出てくる敵の数は、1つ目と3つ目は8体、2つ目は10体、4つ目と5つ目は15体である。

### 大ボス
ダーク・リムル（ワドルディ）
リップルスターを覆っている黒い雲から飛び出した一部。1-1の最後で、ワドルディに憑依してワドルドゥの様な姿に変えてしまい、襲い掛かってくる。戦闘では主に「掴み」「猛ダッシュ」の2つの突進攻撃で攻めてくる。普通に歩いて来た場合、そのままジャンプして押し潰そうとして来る。
1999年に開催された任天堂スペースワールドでプレイ出来た体験版では、これらの攻撃以外に「地面から何かを掘り出してカービィに投げ付ける」というものがあった。
ダーク・リムラ（アドレーヌ）
リップルスターを覆っている黒い雲から飛び出した一部。1-2の最後で、アドレーヌに憑依して襲い掛かってくる。戦闘では前作『星のカービィ3』のアドと同じように敵を描いてけしかけてくる（しかし、最初のほうだけあってザコ敵も出してくる）。全て倒すとアドレーヌ自身が襲い掛かってくる（前作のアドと同様に1撃で倒せ、通常のボスには効かないスライディング・空気弾やダメージを受けるが体当たりも効く）。
ダーク・リムロ（デデデ大王）
リップルスターを覆っている黒い雲から飛び出した一部。1-3の最後で、デデデ大王に憑依して襲い掛かってくる。戦闘では前作と同じ攻撃手段を用いて襲い掛かってくる。
前のリムル・リムラとは違い一回の戦闘で二度戦う事になる。これらのレベル1通常ステージのボスは1度倒すと以降は対戦できなくなる。
以下は各レベルの最後で対決するボス。レベル1からレベル5までは前半戦・後半戦の二本立てになっている。何度でも対戦可能。
ウィスピーウッズ & ウィスピーJr.
レベル1のボス。前半戦は周囲にいるウィスピーJr.に攻撃を任せ、ウィスピーウッズ自身は定期的にリンゴ（吸い込んで反撃できる）を吐き出してくる。ウィスピーJr.は小刻みにジャンプしながら空気弾を撃ってくる。ウィスピーJr.が全滅すると後半戦になり、空気弾と規則的に現れる根、大量のリンゴで攻撃してくる。また、中央にいるために本体を直接攻撃することは出来ず、根を攻撃する必要がある。コレクションでのカード番号はウィスピーウッズが「1」、ウィスピーJr.が「2」。
ピクス
レベル2のボス。ピラミッドの防衛システム。正八面体の形状をした赤・緑・青の3体で構成されている。前半戦はボスにダメージを与えられず、剣状のビームをひたすらよける。足場が頂上に到達すると後戦となり、色によって回転方向の異なるビーム・エネルギー弾・3体が組み合わさった体当たりで攻撃してくる。地面に出現する物体で反撃でき、同じ色のものをぶつけるとダメージ量が増える。倒すと骨組みだけになり、当たり判定が無くなるが、残った個体の攻撃のスピードが速くなる。コレクションでのカード番号は「3」
アクロ
レベル3のボス。『星のカービィ3』にも登場した海底に棲むシャチ。色々な物を吐き出してくる（これらを吸い込んで反撃できるが、中には吸い込めないゴルドーも混じっている）。前半はアクロバットに動き回り、後半は狭い通路を強制的に登らせてくる。後半では床がないため、敵を飲み込んだりコピーできなくなる（もちろんコピー能力を失うとノーマル状態で戦うしかない）上に、スクロールに取り残されるとミスになる。コレクションでのカード番号は「4」
ヨガン
レベル4のボス。生きた溶岩。前半は溶岩の上に浮かぶ小さな足場の上で戦い、画面奥から溶岩の触手を操ったり、溶岩の中からマグーを出して攻撃してくる。ここでは天井も熱くなっている為触れるとダメージを受ける。画面奥におり、直接本体を攻撃することが出来ない為、触手を攻撃する必要がある。
後半は陸地に移動し、火炎放射やバーニス、岩石を降らせて攻撃してくる。火炎放射は攻撃範囲が広い。口が弱点。コレクションでのカード番号は「5」
HR-H & HR-E
レベル5のボス。巨大ロボット。前半はHR-Hとの対戦で、アームを大きく振る、アームでカービィを挟もうとする、モノアイからレーザービームを出すなどの攻撃してくる。また、ミサイル（吸い込んで反撃できる）を同時に4つ出してくる事もある。画面奥におり、直接本体を攻撃することが出来ない為、アームを攻撃する必要がある。
HR-Hを倒すと変形し、後半はHR-Eとの対戦となる。一変してザリガニの様な姿になる。距離が近い時は両腕のハサミ、遠い時はミサイルで攻撃してくる。ミサイルは上から同時に4つ（HR-H戦と同じもの）発射してくるものと、本体下から大型のものを1つ一直線に発射してくるものの2種類ある。特に後者は先端部分のみ吸い込む事ができ、残りは飛んでくるので注意が必要。弱点は先端の黒い部分。なお、体力が半分になると空中に飛び上がりHR-Hに変形して体当たりしてくる（着地すると元に戻る）。HR-Eより後ろの足場は崩れて行くので、必然的にHR-Eより手前で戦うことになる。また、アクロの後半戦と違い、足場には終点が設定されており、それに差し掛かった時点でHR-Eは元の姿に変形し、完全に無敵状態となる。よってこの時点で強制的にミス（触れると一撃で体力が0になる）となる。コレクションでのカード番号はHR-Hが「6」、HR-Eが「7」
ミラクルマター
正二十面体の様な姿の本作の表向きのラストボス。7種類の形態（この形態はカービィのコピー技と対応している）に変形してそれらに対応した攻撃を繰り出し（攻撃の際に出る小さい物体はコピーできる）、その形態と同じ能力で無ければダメージを与えることが出来ない。ミックスコピー状態だと、コピーしている両方の形態にダメージを与えられる。なお、ボム形態以外は3回ずつ、ボム形態は2回ダメージを与えるとその形態を倒したことになり、以降はその形態を使えなくなる。7種類の形態を全て倒せば勝利となる。コレクションでのカード番号は「8」
02（ゼロツー）
リップルスターのクリスタルを狙ったすべての黒幕で、ファイナルスターの最奥に陣取るラストボス。『星のカービィ3』のゼロに羽根と天使の輪、尾が付いた姿。目玉から分裂・爆発する光球を放ったり、緑色のガスを出したりして攻撃してくる。ゼロや『星のカービィ 参上! ドロッチェ団』のダークゼロとの関係性は不明。ゼロツー戦の際は、ポーズすると「つづける」「がんばる」になり、どちらを選んでも続けることになるため、実質ゲームオーバーになるまでステージ選択には戻れなくなる。また、目玉に攻撃すると、ゼロのように血のようなものが噴出する。弱点は緑色の尾。コレクションでのカード番号は「9」

## その他
- 『ニンテンドウオールスター!大乱闘スマッシュブラザーズ』でカービィの声を担当した大本眞基子が、本作でも担当している（後の『大乱闘スマッシュブラザーズシリーズ』、『コロコロカービィ』と『毛糸のカービィ』、アニメ版でもカービィの声を担当している）。
- この作品でデデデ大王にも初めて声がついた。今回は本シリーズの作者である桜井政博が担当している（桜井は本作では開発に関わっていない）。『大乱闘スマッシュブラザーズX』でもデデデ大王の声も担当しているが、アニメ版や『星のカービィ Wii』以降では声優が変更されている。
- 敵キャラの名前は、ゴール時に取れるカードを見る事で知る事が出来る。
- 元々は3Dスティックで操作する予定だったが、2Dアクションという事で十字キーに変更した。そのため3Dスティックは使えない（説明書にも明記してある）。ただし、バーチャルコンソール版はアナログスティックの操作が可能になっている。
- 今作のカービィは空を飛ぶのに時間制限（自由に飛べない）がある。
- 『スーパーデラックス』で出されたチュートリアルが復活している（ただし、そこでは実際に操作することは出来ない）。
- 本作では食べ物のおにぎりが海外版ではサンドウィッチに替わっている。またアイス+スパークで出てくる食べ物のこんにゃくと豆腐が海外版ではチーズとホットドッグにそれぞれ替わっている。
- 本作のオプションにコンフィグがあり、画面下のメーターのデザインを変えられる機能があるが、4番目のデザインが漢字デザインであるのに対して、海外版ではクレヨンで描いた様なデザインになっている。
- 本作のムービーの名前に「やらいでか」というものがあり、この言葉は「やらないでいられるか」の略語であり、江戸っ子がよく使っていた言葉である。以降の作品でもデデデ大王の口癖として度々使われるように。またワドルディとアドレーヌの一人称も公式サイトとムービーとでは異なっている。

## 開発段階
- カービィやデデデ大王の他にも、開発段階ではワドルディとアドレーヌも操作できる予定だった。ワドルディは「星のカービィ　Wii」以降から、アドレーヌは（リボンと共に）「星のカービィ　スターアライズ」でそれぞれ操作可能になっている。
- コピー能力「ボム」は開発当初、爆弾を投げるのではなく自分自身が爆弾になって爆発で攻撃する物だった。コピー能力ミックス「アイス+ボム」はその名残とも言える。
- コピー能力「カッター+カッター」は体の一部を投げ飛ばすのではなく、体全体を三日月状にして投げ飛ばさずに移動する能力だった。その名残として、漫画版では体を巨大なカッターにして移動する能力とされている[4]。
- コピー能力「ストーン」は、石像に変身中でもジャンプができる予定だった。
- コピー能力「スパーク+ストーン」は、電磁力で岩を操るのではなく、カービィがICチップになって敵を押し潰す物だった。
- コピー能力「アイス+ボム」は雪だるまに変身するのではなく、氷塊に身を包んだ後、爆発で散った氷のかけらを飛ばすという物だった。
- リフトアップは吸い込んだ後に持ち上げるが、開発当初は吸い込まずに近づいて持ち上げるという物だった。
- ヘルパーも使える予定だった。

## 他機種版
| No. | タイトル                                  | 発売日                                   | 対応機種        | 開発元     | 発売元 | メディア                              | 備考 |
| --- | ----------------------------------------- | ---------------------------------------- | --------------- | ---------- | ------ | ------------------------------------- | ---- |
| 1   | 星のカービィ64                            | 2008年2月25日 2008年3月7日 2008年4月15日 | Wii             | 任天堂     | 任天堂 | ダウンロード （バーチャルコンソール） |      |
| 2   | 星のカービィ 20周年スペシャルコレクション | 2012年7月19日 2012年9月16日              | Wii             | ハル研究所 | 任天堂 | Wii専用12cm光ディスク                 |      |
| 3   | 星のカービィ64                            | 2015年8月19日                            | Wii U           | 任天堂     | 任天堂 | ダウンロード （バーチャルコンソール） |      |
| 4   | NINTENDO 64 Nintendo Classics             | 2022年5月20日                            | Nintendo Switch | 任天堂     | 任天堂 | ダウンロード                          |      |

Wii版
ムービー「カービィとうじょう」の一部シーンの角度に本来映るはずのない柵が描画されている。レベル4ボス戦に限りカービィの攻撃がヨガンに当たった時の点滅が控えめになっている。
Wii U版
他のWii U VC同様、明度が下げられている一方、ムービー「だいだんえん」にてファイナルスターの大爆発エフェクトが正しく描画されていない。それ以外はオリジナル同様である。
NINTENDO 64 Nintendo Classics版
明度がオリジナル同様になり、Wii版で控えめになっていたヨガン被ダメージ時の点滅やWii U版で正しく描画されていなかったムービーの一部エフェクトがオリジナル同様に戻った。ただし、黒く包まれていた状態のリップルスターやステージのノイズエフェクトが正しく描画されていない。